# O Picapau Amarelo
O Picapau Amarelo é um livro infantil escrito por Monteiro Lobato e publicado em 1939.
Neste livro, todos os personagens do mundo da fábula decidem se mudar para o Sítio do Picapau Amarelo trazendo elementos diversos. Para conseguir acomodar todo mundo, Dona Benta comprou todas as terras próximas ao sítio, com o dinheiro que conseguiu com o livro O Poço do Visconde, de 1937, para proporcionar maior conforto os personagens.

## Capítulos
1. A cartinha do Polegar
2. A resposta de Dona Benta
3. O plano da Emília
4. Começa a mudança para o sítio
5. D. Quixote hospeda-se no sítio
6. O ninho de João-de-Barro e a Quimera
7. O Visconde e a Quimera
8. Branca de Neve e os meninos
9. Peter Pan e Capinha Vermelha
10. Os dois estropiados
11. Belerofonte conta a sua história
12. O mar invade o castelo de Branca
13. O Visconde em cena
14. Derrotas dos piratas
15. Sancho e Rabicó
16. A carta do Visconde
17. A sereia aprisionada
18. Tia Nastácia e o escudo
19. O "beija-flor das ondas"
20. Perfídias do pirata
21. O cruzeiro
22. Transtornos na cozinha
23. No sítio
24. Os visitantes
25. A fuga
26. O casamento de Branca de Neve
27. Os "penetras"
28. Falta um - ela![2]